# Hervormde kerk (Wartena)
De hervormde kerk is een kerkgebouw in Wartena in de Nederlandse provincie Friesland. Het kerkgebouw is een rijksmonument.

## Beschrijving
De kerk werd in 1780 herbouwd, waarbij de kap van de middeleeuwse voorganger opnieuw werd gebruikt. De zaalkerk met driezijdige koorsluiting heeft een ongelede toren (hersteld in 1880) met ingesnoerde torenspits. De gebrandschilderde ramen zijn gemaakt door Ype Staak. Het orgel uit 1874 is gebouwd door L. van Dam en Zonen.

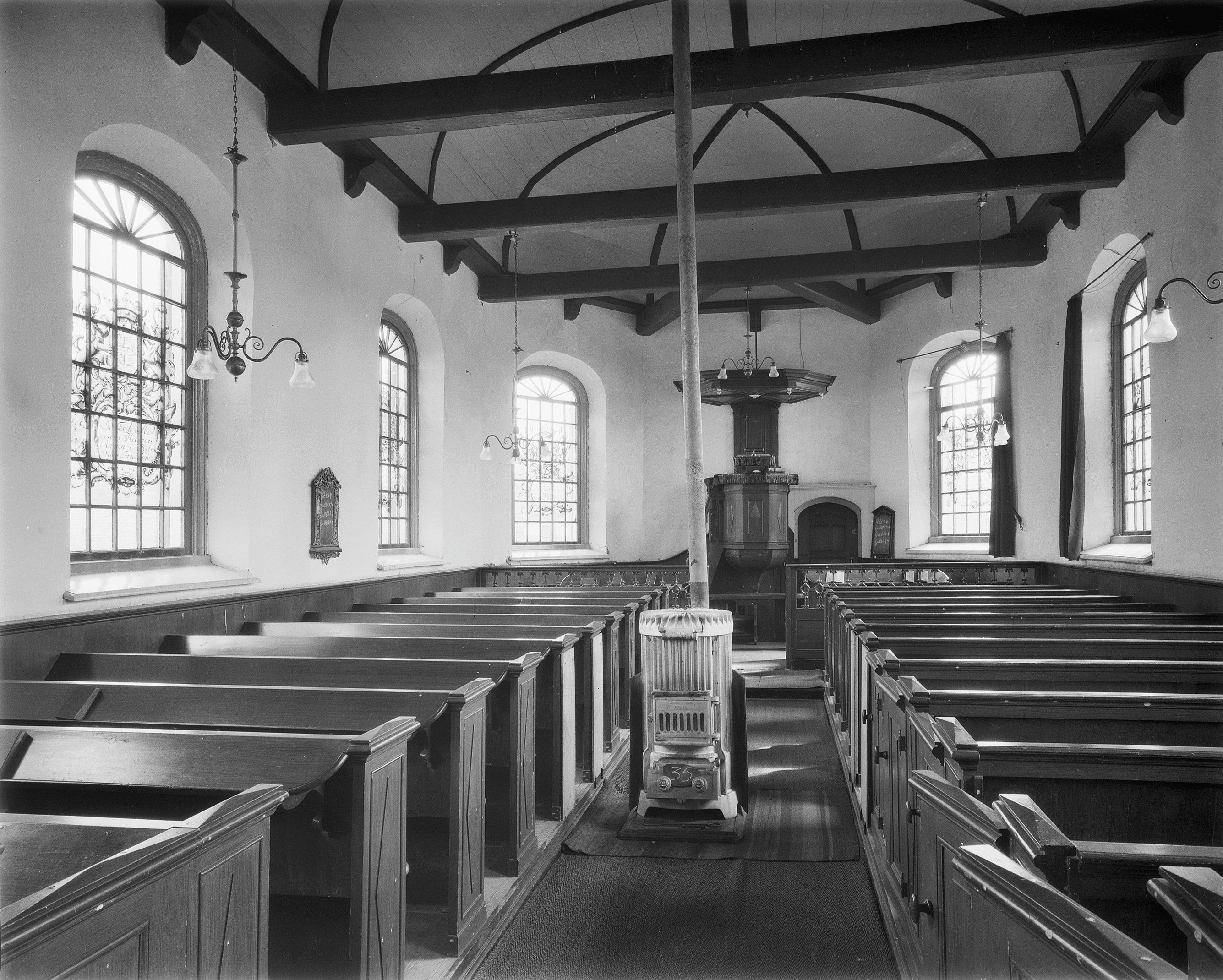
Interieur met preekstoel
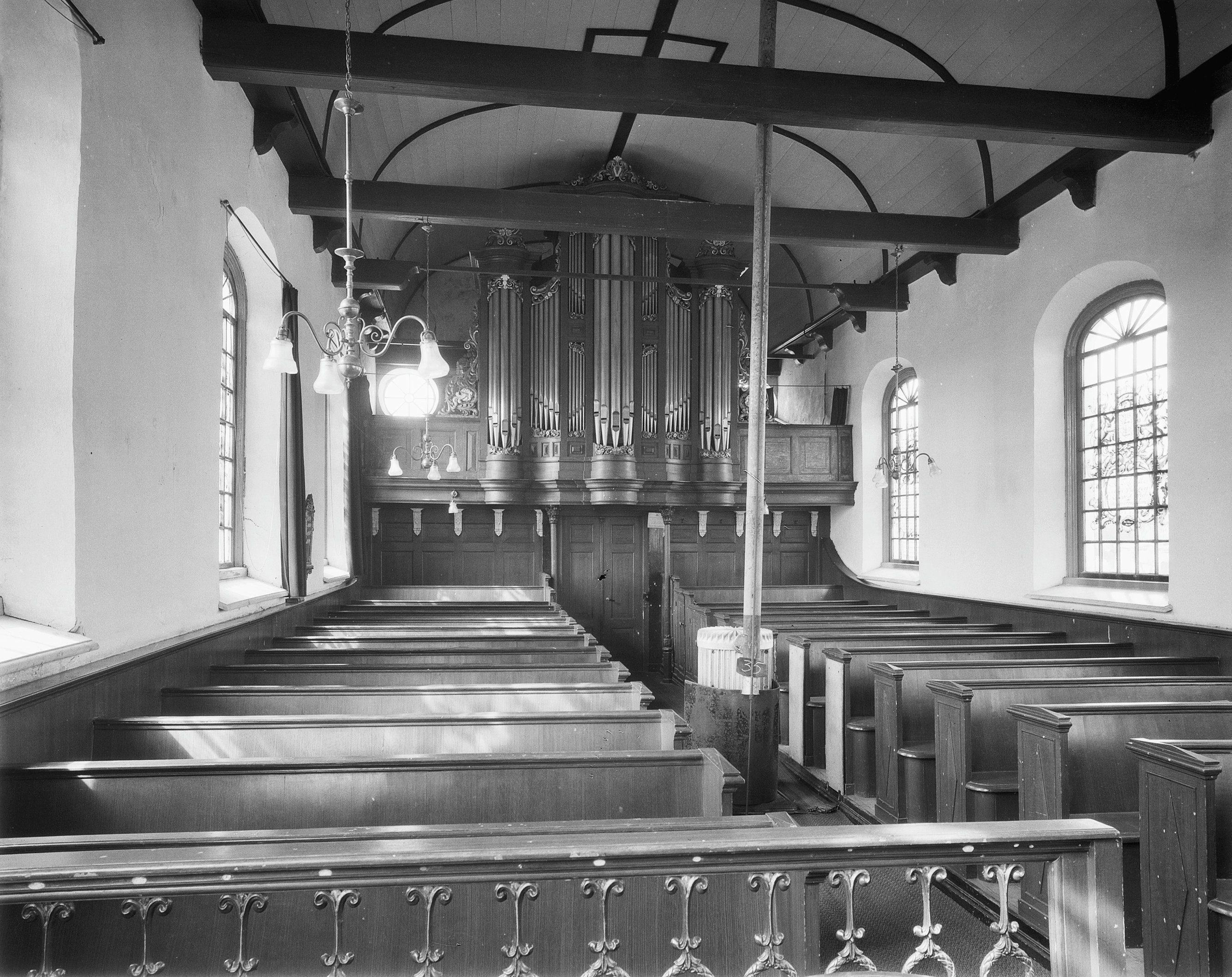
Interieur met orgel in 1959
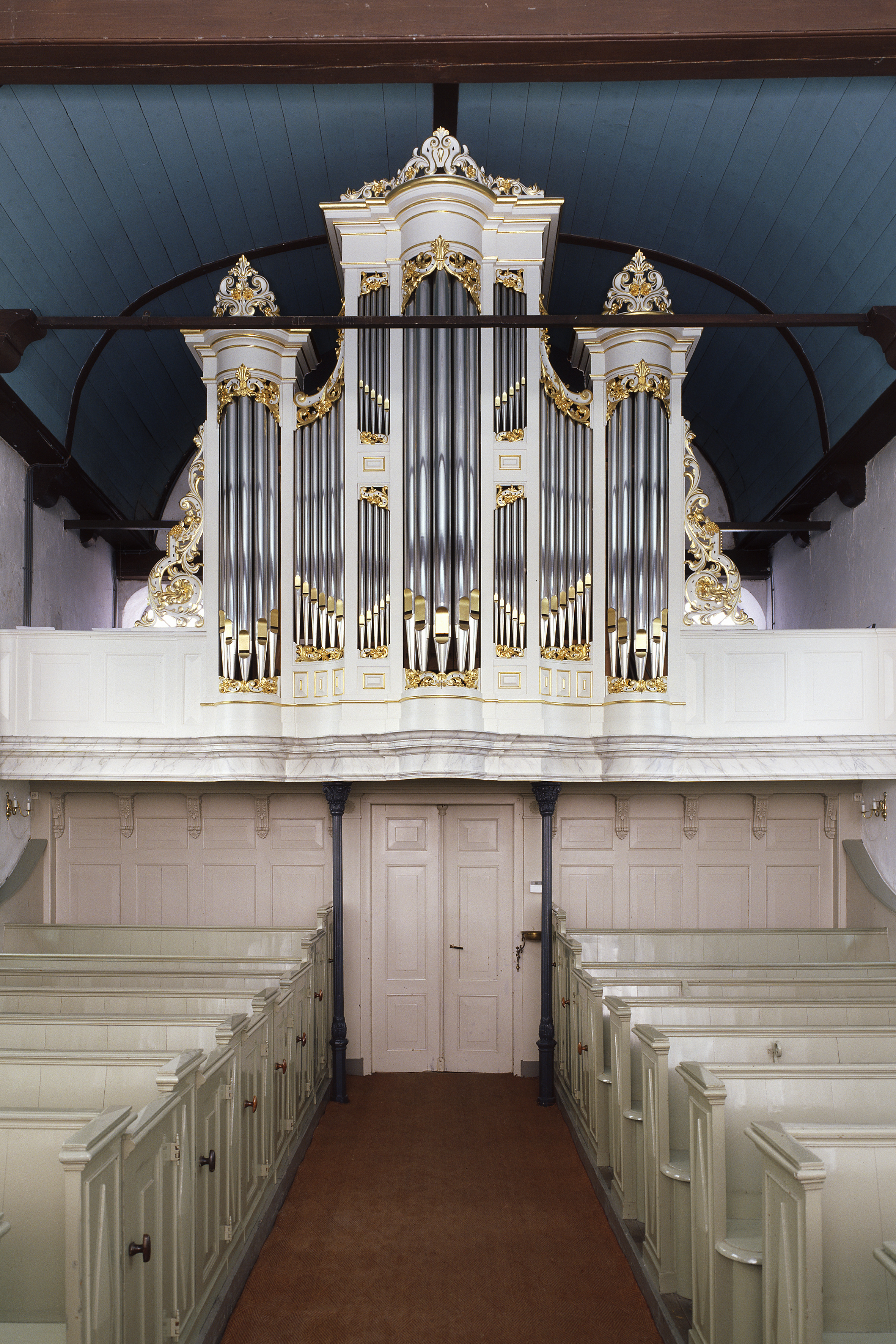
Orgel (2005)